# موش‌های ماهی‌خوار
موش‌های ماهی‌خوار (نام علمی: Neusticomys) نام یک سرده از زیرخانواده سینی‌دندانیان است.